# Artère temporale moyenne
L’artère temporale moyenne est une artère systémique paire inconstante de la tête. Elle contribue à la vascularisation du muscle temporal.

## Origine
L'artère temporale moyenne nait de l'artère temporale superficielle au-dessus de l'arcade zygomatique.

## Trajet
L'artère temporale moyenne perfore le fascia temporal au-dessus de l'arcade zygomatique pour atteindre la face superficielle du muscle temporal pour se diviser en rameaux de vascularisation de la partie superficielle antérieure de ce muscle.
Elle s'anastomose avec les branches temporales profondes de l'artère maxillaire interne.
Elle émet parfois l'artère zygomatico-orbitaire, qui longe le bord supérieur de l'arc zygomatique, entre les deux couches du fascia temporal, jusqu'à l'angle latéral de l'orbite.

## Galerie

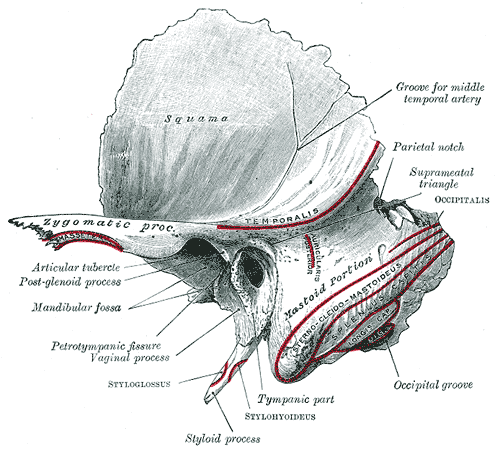
Os temporal gauche. Surface extérieure.
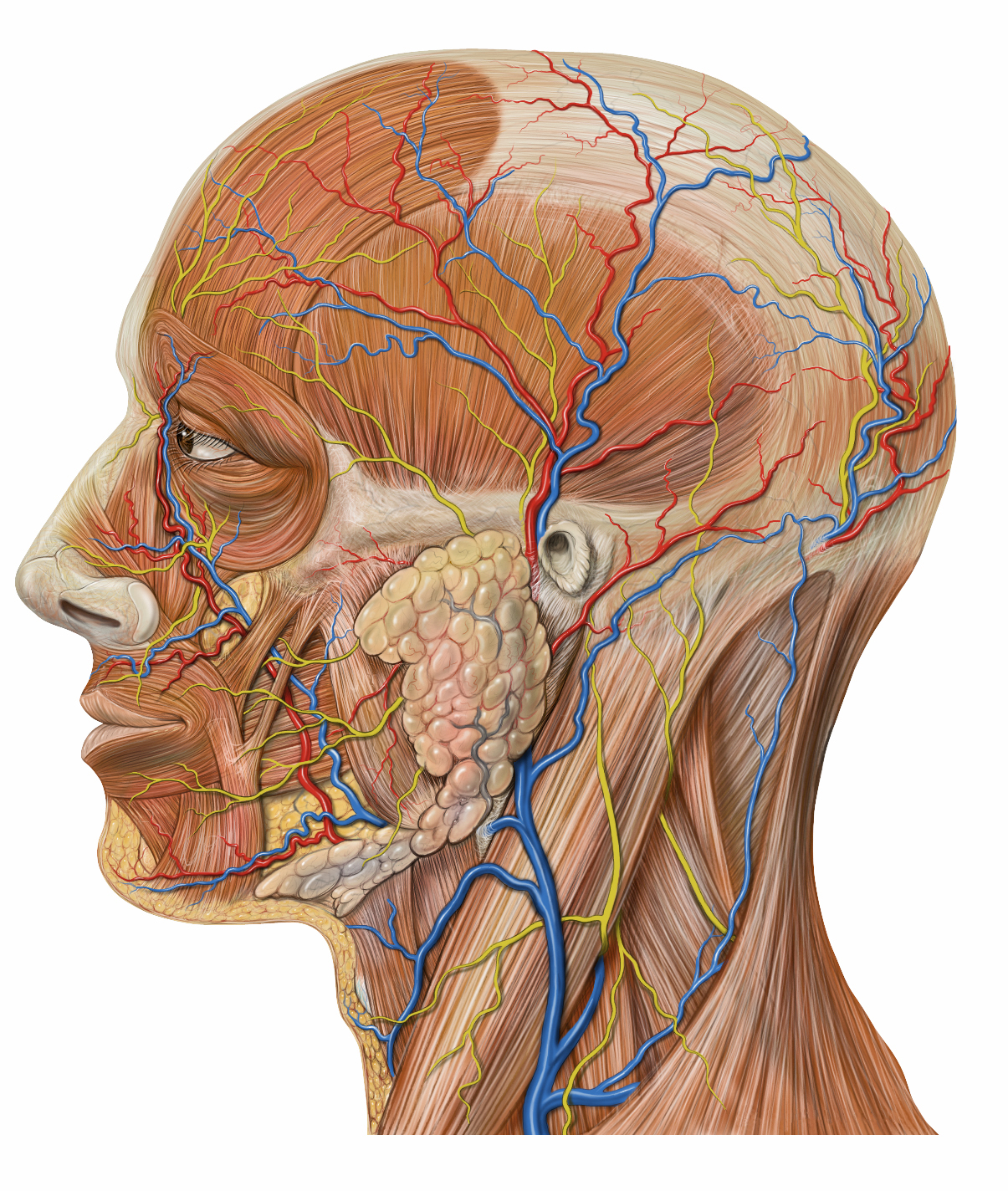
Vue latérale de la tête